# Courcelles-au-Bois
Courcelles-au-Bois é uma comuna francesa na região administrativa de Altos da França, no departamento de Somme. Estende-se por uma área de 2,02 km². Em 2010 a comuna tinha 79 habitantes (densidade: 39,1 hab./km²).